# 狮子洋隧道 (广惠城际铁路)
狮子洋隧道是广惠城际铁路的水下隧道，穿越中华人民共和国广东省的狮子洋水道。
隧道位于铁路的广州莲花山站至麻涌站区间，进口位于广州市番禺区石楼镇，出口位于东莞市麻涌镇。隧道全长6,476米，其中盾构隧道长4,900米，狮子洋江中段1,800米，是世界最大的水下铁路盾构隧道。

## 历史
- 2018年11月30日，狮子洋隧道盾构机完成江中段掘进[2]。
- 2019年12月17日，狮子洋隧道全线贯通[3][4]。
- 2024年5月26日，狮子洋隧道随广惠城际铁路佛莞段的开通而启用[5]。